# Эман, Майк
Майк Эман (нидерл. Mike Eman; род. 1 сентября 1961, Ораньестад) — государственный и политический деятель Арубы. Стал заниматься политической деятельностью в 2001 году и занимал должность премьер-министра Арубы с 2009 по 2017 год. 

## Биография
Родился 1 сентября 1961 года в Ораньестаде на Арубе. Его дед, отец и брат были видными политиками при жизни, причем Хенни Эман предшествовал ему дважды на должности премьер-министра, в том числе был первым, кто занял этот пост после получения специального статуса Арубы в 1986 году.
Первое правительство Майка Эмана было приведено к присяге 30 октября 2009 года. После решающей победы его партии на выборах 2013 года второе правительство было приведено к присяге 30 октября 2013 года.
После подведения итогов всеобщих выборов 2017 года партия Майка Эмана потеряла большинство в парламенте Арубы. Впоследствии Майк Эман объявил, что уйдет в отставку с поста лидера партии и не займет места в предстоящем парламенте.
Майк Эман еврей по национальности, играет активную роль в еврейской общине и работал над продвижением хабада на Арубе. Его мать была иудейкой, а отец – протестантом.